# Ole Dixon
Ole Dixon (11. oktober 1935 i København – 8. juli 1975 i Gentofte) var en dansk skuespiller og musiker, som mest er kendt for sin rolle som "Bolle-å" (Håkon Håkonsen) i Soldaterkammerater-filmene.
Dixon var oprindelig jazzpianist, men han fik ved en tilfældighed kontakt med filmmediet, da han i 1950'erne rejste rundt med filmproducenten Henrik Sandberg, hvor de optrådte med en parodi på Gøg og Gokke.
Han levede et hårdt liv privat og døde i en alder af kun 39 år.

## Filmografi
- Mig og min familie – 1957
- Soldaterkammerater – 1958
- Soldaterkammerater rykker ud – 1959
- Soldaterkammerater på vagt – 1960
- Soldaterkammerater på efterårsmanøvre – 1961
- Soldaterkammerater på sjov – 1962
- Den kære familie – 1962
- Elsk din næste – 1967